# Ácido-álcool resistência

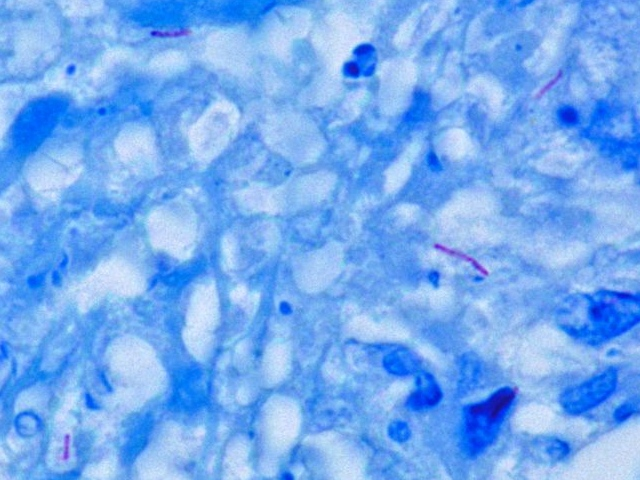
Mycobacterium tuberculosis (tingida de vermelho) em um contraste (azul de metileno).

Ácido-álcool resistência ou álcool-ácido resistência é a propriedade físico-química de algumas bactérias à resistência à descoloração da fucsina básica (vermelha) a qual penetra na célula por ação do fenol e do calor.
As bactérias ácido-álcool resistentes não podem ser classificadas segundo a coloração de gram, a qual é a técnica mais comum na microbiologia contemporânea, entretanto podem ser tingidas com alguns corantes concentrados combinados com calor. Uma vez tingida tem a capacidade de resistir a descoloração de uma combinação de álcool-ácido, o qual é o descolorante mais comum nos protocolos de coloração de bactérias, de onde vem o nome álcool-ácido resistente.
A alta concentração de ácido micólico na parede celular é a causante, como as bactérias do gênero Mycobacterium, da baixa absorção e alta retenção da coloração (fucsina). A forma mais comum para poder identificar este tipo de bactérias é através da técnica de coloração de Ziehl-Neelsen, onde a bactéria fica tingida em vermelho e se agrega uma coloração de contraste de azul de metileno a qual permite apreciar de melhor forma a bactéria contra um fundo azul. Outra técnica é o método Kinyoun na qual a bactéria é colorida de vermelho claro e colocada contra um fundo verde. Batéria ácido-álcool resistentes podem ser visualizadas por microscopia de fluorescência usando corantes fluorescentes específicos (corante auramina-rodamina, por exemplo). Algumas bactérias podem também ser parcialmente ácido-álcool resistentes.
Usa-se a característica de ácido-álcool resistência para a identificação de organismos patológicos, entre eles o Mycobacterium leprae.

## Estruturas biológicas ácido-álcool resistentes

### Genêros de bactérias ácido-álcool resistentes
É muito limitado o número de gêneros de bactérias ácido-álcool resistentes
- Mycobacterium
- Nocardia

### Outros
- "Cabeça" de espermatozoides
- Esporos bacterianos
- Cistos de Cryptosporidium parvum, Isospora e Cyclospora